# لوران فورنييه
لُورَان فُورْنِيِيه (بالفرنسية: Laurent Fournier)‏ (14 سبتمبر 1964 في ليون) لاعب كرة قدم فرنسي معتزل كان يجيد اللعب في مركز الوسط وحاليا مدرب من دون نادي .

## المسيرة الرياضية
نشأ فورنييه في نادي ليون حيث لعب أول مباراة رسمية في بطولة دوري الدرجة الأولى في 8 نوفمبر 1980 عندما كان يبلغ من العمر 16 سنة 1 شهر 26 يوم . بعد مرور 8 سنوات انتقل إلى الغريم التقليدي نادي سانت إتيان ثم انتقل إلى نادي مرسيليا سنة 1990 . ساهم في فوز الفريق ببطولة دوري الدرجة الأولى والتأهل إلى المباراة النهائية لبطولة دوري أبطال أوروبا سنة 1991 . في نهاية ذلك الموسم انتقل إلى نادي باريس سان جيرمان وبعدها أصبح أحد أفضل لاعبي النادي في تاريخه . ساهم في فوز الفريق ببطولة دوري الدرجة الأولى سنة 1994 وبطولة كأس أبطال الكؤوس الأوروبي سنة 1996 والوصافة في نفس البطولة سنة 1997 . كما حقق بطولة كأس فرنسا مرتين 1993 و1998 وبطولة كأس الدوري الفرنسي سنة 1998 . أثناء ارتباطه بنادي باريس سان جيرمان انتقل إلى نادي بوردو بالإعارة لمدة موسم واحد 1994-1995 . في سنة 1998 انتقل إلى نادي باستيا وبعد مرور عدة أشهر أعلن اعتزاله كلاعب وتحوله لمهنة التدريب في نفس النادي ولكنه لم يستطع تحقيق النجاح .
انتقل لتدريب فريق فوتشيروليس للناشئين ثم انتقل ليقود فريق صغير وهو باسي سور يور حتى سنة 2003 عندما قبل بتدريب فريق رديف باريس سان جيرمان . في 9 فبراير 2005 تم تعيينه مدربا لفريق باريس سان جيرمان الأول بعدما تمت إقالة البوسني وحيد خليلوفيتش واستطاع تحسين نتائج الفريق حتى نهاية الموسم . في الموسم التالي وعلى الرغم من احتلال فريق باريس سان جيرمان المركز الثالث بفارق نقطة واحدة عن صاحب المركز الثاني في ديسمبر 2005 إلا أن رئيس النادي بيير بلاياو قرر تعيين غاي لاكومب مكان فورنييه بسبب تواضع النتائج مع الأخير . في 4 أكتوبر 2007 تم تعيين فورنييه مدربا لفريق الدرجة الوطنية نيم مكان ريجيس برووارد . ويمتد عقد فورنييه حتى نهاية الموسم وإذا استطاع الصعود إلى الدرجة الثانية سيتم تمديد العقد لموسمين آخرين . في 3 ديسمبر 2007 قدم استقالته من تدريب الفريق بسبب سوء نتائج الفريق حيث عندما استلم منصبه كان فريق نيم يبتعد بفارق 5 نقاط عن المتصدر وعند رحيله أصبح الفارق 12 نقطة .

## روابط خارجية
- لوران فورنييه على موقع الاتحاد الأوربي (الإنجليزية)
- لوران فورنييه على موقع قاعدة بيانات كرة القدم.إي يو (الإنجليزية)
- لوران فورنييه على موقع ناشيونال فوتبول تيمز (الإنجليزية)
- لوران فورنييه على موقع Soccerbase.com (مدرب) (الإنجليزية)
- لوران فورنييه على موقع عالم كرة القدم.نت (الإنجليزية)
- لوران فورنييه على موقع كووورة